# 杰尔丹·沙奇里
杰尔丹·沙奇里（發音：[dʒɛrˈdan ʃaˈciɾi]；1991年10月10日—），出生於科索沃格尼拉內，是一位阿尔巴尼亚裔瑞士足球运动员，現效力於瑞士足球超級聯賽球會巴塞爾，司职边锋及進攻中場。
从巴塞尔出道以来，其带球突破及无球跑动速度引起了广泛的赞誉。

## 早年生涯
沙奇里在1991年出生于南斯拉夫的格尼拉内，其父母均为科索沃阿尔巴尼亚人。他在出生后不久即与家人移民瑞士，并在奥格斯特的一座农场中成长。

## 俱乐部生涯

### 巴塞尔
沙奇里在4岁时便加盟了当地球队奥格斯特（SV Augst）并效力了4年，随后他被巴塞尔相中，开始在该俱乐部长达8年的青年队生涯。在2007年耐克杯U-15青年锦标赛（U-15 Nike Cup 2007）中，他被评为赛事最佳球员。期间尽管有几支球队试图签下他，但他仍决定留在巴塞尔。在2008年至2009年期间，沙奇里又代表俱乐部预备队参加了瑞士足球甲级联赛（第三级别），出场19次并射入8球。2009年1月2日，沙奇里与巴塞尔签署了个人第一份职业合同，将在圣雅各布公园球场效力至2014年6月 。
2009年7月12日，沙奇里代表巴塞尔在2009-10赛季瑞士足球超级联赛揭幕战客场对阵圣加伦的比赛中首次替补登场亮相。同年11月9日，他又在主场对阵纳沙泰尔的比赛中射入个人在俱乐部的首球。该赛季结束后，沙奇里随巴塞尔赢得了国内双冠王，并在一年后成功卫冕联赛冠军。
2011年12月7日，沙奇里在欧洲冠军联赛分组赛主场对阵曼聯的比赛中贡献两次助攻，帮助球队以2比1爆冷击败对手。该赛季结束后，沙奇里随巴塞尔再度加冕国内双冠王，分别赢得了联赛冠军及瑞士杯冠军头衔。

### 拜仁慕尼黑
2012年2月9日，巴塞尔官方宣布沙奇里已经同意在2012-13赛季转会至德甲豪门拜仁慕尼黑。转会费据报道为1,160万欧元，沙奇里与之签订了一份为期4年的合同，至2016年6月30日止，年薪约为200万欧元。
2012年7月10日，沙奇里代表拜仁慕尼黑在对阵翁特哈兴的一场友谊赛中首次登场亮相，球队凭借阿拉巴的入球以1比0战胜对手。他代表俱乐部参加的首场正式比赛是在8月20日德国杯首轮对阵雷根斯堡，沙奇里在下半场替补上阵射入拜仁的第2球，并助攻曼祖基奇及皮萨罗射入两球，球队得以4比0取胜。同年12月7日，沙奇里又在欧洲冠军联赛分组赛以4比1战胜巴迪的比赛中射入1球，为拜仁锁定小组头名，并赢得比赛最佳球员，报了首回合球队在明斯克以两球完败的一箭之仇。他的联赛首球直至2012年的最后一场比赛才射入，帮助拜仁以1比1战平门兴格拉德巴赫并以半程冠军的身份进入冬歇期。2013年4月，沙奇里又在德国杯半决赛对阵沃尔夫斯堡的比赛中以一记远射破门。尽管他在2013年欧洲冠军联赛决赛中没有出场，但沙奇里仍然随拜仁赢得了欧洲冠军，并且凭借德甲联赛及德国杯的冠军而成为拜仁加冕三冠王的成员之一。

### 利物浦
2018年7月13日，沙奇里轉會至英超球隊利物浦，據報轉會費為1,350萬鎊，並將穿上23號球衣。2018年12月16日，沙基利在雙紅會後備入替拿比·基達，短短10分鐘內梅開二度，令利物浦最終以3-1獲勝，是球隊在2014年3月以來首次在聯賽贏曼聯。2019年6月1日他亦隨隊參與歐聯決賽，雖然全場都在後備席上，但同樣奪得歐聯冠軍。

## 国家队生涯
2009年11月11日，沙奇里首次代表瑞士U-21上阵，并帮助球队在2011年U-21欧洲杯外围赛中以3比1战胜土耳其U-21。2011年6月11日，他又在2011年歐洲U-21足球錦標賽分组赛的首场比赛中取得首个入球，帮助球队以1比0战胜丹麦U-21。
2010年，沙奇里晋升至成年组国家队，并在2010年3月3日瑞士以1比3不敌乌拉圭的友谊赛中完成其国家队首秀。随后，他又被国家队主教练奥特马·希斯菲尔德召入了2010年世界杯的参赛名单。2010年9月7日，沙奇里取得了他的国家队首个入球，在2012年欧洲杯外围赛以1比3不敌英格兰的比赛中，他用一记左脚远射攻入了球队的唯一入球。2011年9月6日，沙奇里又在另一场2012年欧洲杯预选赛中上演帽子戏法，帮助球队后来居上以3比1战胜保加利亚。
在2012年奥运会前夕，瑞士足协还试图将沙奇里召入参加奥运会男子足球比賽，但他最终选择了留在新东家进行季前训练。
2014年6月，沙奇里入选了瑞士出征2014年世界杯的参赛名单。在球队首场以2比1反胜厄瓜多尔的小组赛中，他被国际足联评为了全场最佳球员。10天后，沙奇里在瑞士的第三场及最后一场小组赛中再次获得这一殊荣，凭借他在比赛中完成的帽子戏法，球队以3比0战胜洪都拉斯并获得了一个十六强席位。
2018年6月22日，沙奇里在世界盃分組賽對上塞爾維亞的比賽中為瑞士踢進致勝球，終場瑞士以 2–1 獲勝。他和另一位在比賽中進球的隊友扎卡都是科索沃後裔，在進球後比出阿爾巴尼亞國旗的雙頭鷹的慶祝手勢。其比賽時的戰靴更分別繡上瑞士和科索沃旗幟。之後因為該行為，被罰款10000瑞士法郎。

### 国家队入球
以下为沙奇里代表瑞士上阵所取得的入球及比分：
| #   | 日期           | 地点                                  | 对手       | 入球 | 赛果 | 赛事               |
| --- | -------------- | ------------------------------------- | ---------- | ---- | ---- | ------------------ |
| 1.  | 2010年9月7日   | 瑞士巴塞尔，圣雅各布公园球场          | 英格兰     | 1–2  | 1–3  | 2012年欧锦赛预选赛 |
| 2.  | 2011年9月6日   | 瑞士巴塞尔，圣雅各布公园球场          | 保加利亚   | 1–1  | 3–1  | 2012年欧锦赛预选赛 |
| 3.  | 2011年9月6日   | 瑞士巴塞尔，圣雅各布公园球场          | 保加利亚   | 2–1  | 3–1  | 2012年欧锦赛预选赛 |
| 4.  | 2011年9月6日   | 瑞士巴塞尔，圣雅各布公园球场          | 保加利亚   | 3–1  | 3–1  | 2012年欧锦赛预选赛 |
| 5.  | 2012年2月29日  | 瑞士伯尔尼，首都球场                  | 阿根廷     | 1–1  | 1–3  | 友谊赛             |
| 6.  | 2012年9月11日  | 瑞士卢塞恩，瑞士体育竞技场            | 阿尔巴尼亚 | 1–0  | 2–0  | 2014年世界杯预选赛 |
| 7.  | 2012年11月14日 | 突尼斯苏塞，奥林匹克体育场            | 突尼西亞   | 2–1  | 2–1  | 友谊赛             |
| 8.  | 2013年10月11日 | 阿尔巴尼亚地拉那，克马尔·斯塔法体育场 | 阿尔巴尼亚 | 1–0  | 2–1  | 2014年世界杯预选赛 |
| 9.  | 2014年6月3日   | 瑞士卢塞恩，瑞士体育竞技场            | 秘魯       | 2–0  | 2–0  | 友谊赛             |
| 10. | 2014年6月26日  | 巴西马瑙斯，亞馬遜體育場              |            | 1–0  | 3–0  | 2014年世界杯小组赛 |
| 11. | 2014年6月26日  | 巴西马瑙斯，亞馬遜體育場              | 2–0        |      | 3–0  | 2014年世界杯小组赛 |
| 12. | 2014年6月26日  | 巴西马瑙斯，亞馬遜體育場              | 3–0        |      | 3–0  | 2014年世界杯小组赛 |
| 13. | 2018年6月22日  | 俄羅斯加里寧格勒加里寧格勒體育場      | 塞爾維亞   | 2–1  | 2–1  | 2018年世界盃分組賽 |

## 荣誉
巴塞尔
- 瑞士足球超级联赛冠军：2009–10、2010–11、2011–12
- 瑞士杯冠军：2009–10、2011–12

拜仁慕尼黑
- 德国足球甲级联赛：2012–13、2013–14、2014–15
- 德国杯冠军：2012–13、2013–14
- 德國超級盃冠军：2012
- 欧洲冠军联赛冠军：2012–13
- 歐洲超級盃冠軍：2013
- 世界冠軍球會盃冠軍：2013

利物浦
- 英超冠军：2019-20
- 歐洲聯賽冠軍盃 冠軍：2018–19
- 歐洲超級盃冠军：2019
- 世界冠軍球會盃冠军：2019[29]

个人
- 瑞士足球先生（德语：Fussballer_des_Jahres_(Schweiz)）：2011、2012[30]